# Золотая легенда

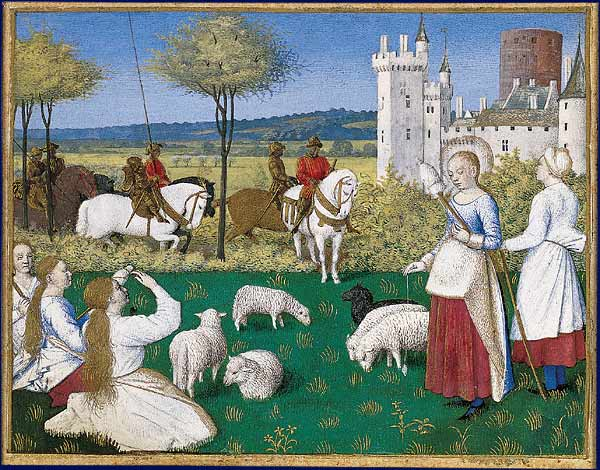
«Святая Маргарита обращает на себя внимание римского префекта» — сюжет из «Золотой легенды», миниатюра из «Часослова Этьена Шевалье» работы Жана Фуке, Музей Конде

«Золотая легенда»  (лат. Legenda aurea) — сочинение Иакова Ворагинского, собрание христианских легенд и занимательных житий святых, написанное на латинском языке около 1260 года. Одна из самых любимых книг Средневековья, в XIV—XVI вв. стоявшая на втором месте по популярности после Библии.

## Сложение «Золотой легенды»
«Золотая легенда» была составлена доминиканцем Иаковом Ворагинским, епископом Генуи, частично по письменным источникам, частично на основе фольклорных преданий.
В качестве литературного материала использовались как канонические, так и популярные апокрифические Евангелия, к примеру От Никодима; истории из «Житий святых отцов» Иеронима, «Церковной истории» Евсевия, «Зерцала исторического» Винсента из Бове, труды Амвросия Медиоланского, Альберта Великого, Иосифа Флавия, Григория Турского, Иоанна Кассиана, Кассиодора и многие средневековые произведения. Всего выявлено более 130 использованных им текстов, хотя для многих историй определить источник, откуда Яков Ворагинский взял тот или иной сюжет, не удалось: кроме пересказа текстов старых авторов, он добавил множество легенд и сказаний, взятых им из устных рассказов. Эта компиляция создавалась автором без какого-либо критического подхода. Из редакций житий выбирались не наиболее достоверные версии, а наиболее занимательные.

К примеру, история Понтия Пилата изложена так: «некий король соблазнил дочь мельника Атуса по имени Пила. Родив внебрачного ребёнка, она дала ему имя „Пилат“, составленное из имени своего отца и своего. Уже в раннем детстве Пилат убил своего сводного брата, законного наследника, и вскоре был отослан в Рим. Там он подружился с сыном французского короля, но убил и его. Впоследствии Пилат был назначен правителем на „остров Понт“ (отсюда его прозвание „Понтийский“). Жестокостью своего правления он привлек к себе симпатии царя Ирода, и тот сделал Пилата наместником Иудеи». Обо всем этом, пишет Яков Ворагинский с оговоркой, мы читаем в одной повести, по-видимому, не вполне достоверной.
В частности, именно из «Золотой легенды» пошли рассказы о том, что Мария Магдалина была блудницей, а волхвы — не простыми магами, а загадочными восточными царями Каспаром, Мельхиором и Бальтазаром.
Первоначально книга содержала 180 житий наиболее почитаемых католических святых, на протяжении последующих столетий она дополнялась. Всего в «Золотую легенду» входят рассказы о приблизительно двухстах святых, включая апокрифические рассказы о деве Марии и Иисусе Христе, несколько эпизодов из жизни ветхозаветных персонажей с занимательным пересказом Священной истории, а также толкования литургического года и смысла церковных праздников. Вероятно, «Золотая легенда» была задумана именно как книга для священнослужителей, с последовательным изложением церковных праздников и приведением житий святых в соответствии с церковным календарём.

Название, данное автором —  «Legenda Sanctorum» (Святые Сказания), через некоторое время в народной традиции превратилось в «Legenda Aurea», то есть «Золотая», получив это прозвание за свои высокие достоинства. Другое название «Historia Lombardica» — так как также там освещались некоторые эпизоды из жизни лангобардов. 

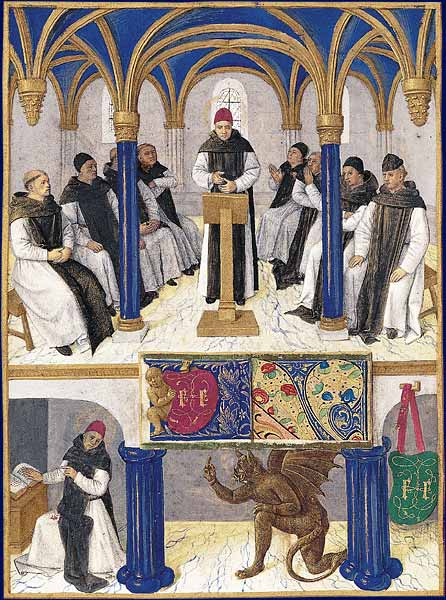
«Святой Бернард и дьявол», Жан Фуке

### Жанр
«Золотая легенда» принадлежала к ряду многочисленных сводных сборников легенд на латинском языке, возникавших в Европе в XIII—XV вв., имевших духовно-нравственный характер и рассчитанных на широкий круг читателей. История и доктрины христианства в книге изложена упрощённо и схематизированно, но при этом в весьма искренней и выразительной манере, благодаря чему легенды подчас воспринимаются как сказки. Дополнительная особенность книги вытекает из мировоззрения средневекового человека: чудесное и реальное не разделяются, чудеса ощущаются как часть повседневной жизни.
Стиль книги, напоминающий конспект благодаря обилию использованных источников, выражается ещё и в другом: хотя в ней собрано огромное количество сведений, но почти полностью отсутствуют какая-либо авторская интерпретация, мораль или выводы. При сравнении с первоисточниками легенд у Якова Ворагинского почти всегда налицо упрощение, его занимают стойкость святых, их вера и чудеса, но не их человеческая природа, характер или путь духовного становления. Характерная черта рассказчика: время от времени Яков Ворагинский может упомянуть о недостоверности рассказанной им истории или о том, что к ней «нельзя относиться серьёзно».
По сути компилятивная, «Золотая легенда» благодаря своей занимательности и насыщенности деталями явилась энциклопедией средневековой жизни, что дает возможность таким исследователям как Ле Гофф опираться на неё при восстановлении быта XIII—XIV вв.

### Популярность и критика
Популярность книги в средневековье была невероятной. Она входила в число наиболее часто переписываемых рукописей (до наших дней дошло более тысячи копий). А с распространением книгопечатания в 1450-х гг. уже к 1500 г. она выдержала 74 латинских издания; были выполнены 3 перевода на английский, 5 на французский, 8 на итальянский, 14 на нижненемецкий и 3 на верхненемецкий языки, не говоря уж об испанском, каталанском, провансальском, голландском, польском и чешском вариантах. В 2017 году выполнен первый полный русский перевод.
Её читали, пересказывали и даже дополняли многие поколения благочестивых читателей. На долгое время «Золотая легенда» стала основным источником сведений о жизни святых. Лишь в XVI веке, во времена Реформации она стала предметом всеобщей критики: автору стали вменяться в вину схематизм, недостоверность, примитивность и обилие предрассудков. В эту эпоху «Золотая легенда» с её несуразностями стала оружием протестантизма, который со скептицизмом обнажил католическое почитание святых — см. «Похвалу глупости» Эразма Роттердамского или даже более позднего Вольтера. В 1960-е гг. Ватикан вывел из общего списка католических праздников дни поминовения Святых Христофора и Георгия по причине неуверенности в правильности изложения их жизненного пути, основывающемся на слишком «сказочных» сообщениях «Золотой легенды» (однако, вопреки распространённому заблуждению, они не были деканонизированы и остаются святыми Католической церкви).

## Влияние на европейскую культуру

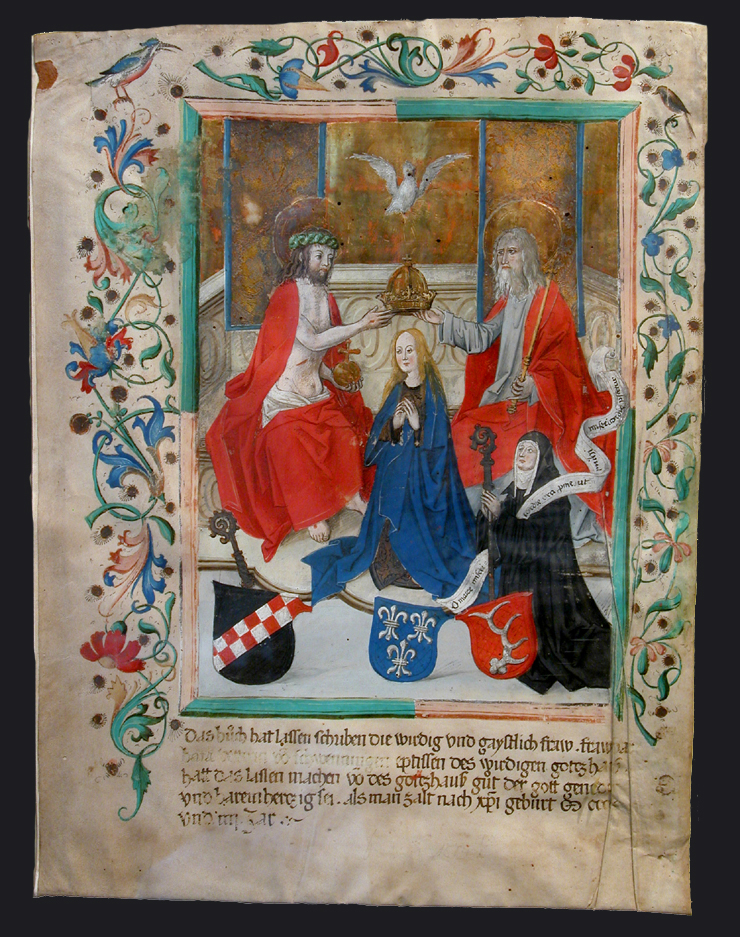
«Коронация Марии»

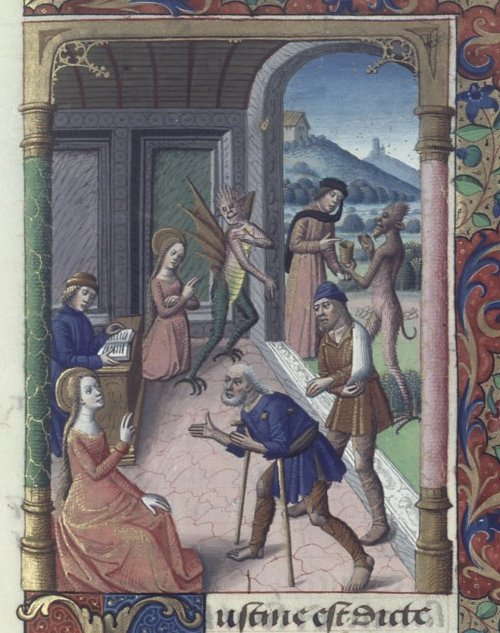
«Киприан и Юстина»

Этот сборник оказал существенное влияние на формирование европейской культуры, став источником большого числа сюжетов для литературных и живописных произведений, а также для большого количества позднейших переработок агиографического материала (вплоть до «Легенды о Юлиане Милостивце» Г. Флобера и «Таис» А. Франса).
Книга значительно повлияла на «Четьи-минеи» св. Димитрия Ростовского и русскую иконографию XVII в. — через проповедников-доминиканцев в XIII в. она попала в Польшу, и оттуда в XV в. в Новгород. Упоминается, впрочем, что Осип Мандельштам хотел осуществить или даже начинал перевод её на русский. Первый полный русский перевод «Золотой легенды» был подготовлен лишь в 2015—2016 гг. преподавателями кафедры древних языков исторического факультета  МГУ И. В. Кувшинской и И. И. Аникьевым. Книга издана в двух томах Издательством Францисканцев в Москве.
Наиболее значимые из иконографических сюжетов религиозной живописи, популяризованные «Золотой легендой»:
- Успение Богоматери, Коронование Марии и вообще Житие Богоматери — в частности текст послужил опорой для ансамбля Капеллы Джотто
- История Животворящего креста — переработана Пьеро делла Франческа в росписях капеллы базилики Сан Франческо в Ареццо.
- Легенда о Святом Георгии и змее
- Легенда о Святом Христофоре и Младенце
- История Марии Магдалины как блудницы
- История Екатерины Александрийской
- История Святой Люсии
- История Женевьевы Брабантской
- История Марии Египетской
- Повесть о Варлааме и Иоасафе
- История Киприана и Юстины — и так далее.

«Золотая легенда» является важнейшим инструментарием современных искусствоведов, которые используют описанные в текстах атрибуты святых для идентификации персонажей на картинах, иконах и фресках.
С желанием обладать книгой «Златая легенда Иакова Генуэзца (Иакова Ворагинского), французский перевод, маленькое in quarto» связано «преступление Сильвестра Бонара» — героя одноимённого романа Анатоля Франса. «Святой Георгий и Дракон» (1875) — постановочная фотография английского писателя Льюиса Кэрролла (Чарльза Лютвиджа Доджсона, 1832—1898) на сюжет из «Золотой легенды».

### Влияние на американскую культуру
Поэма «Золотая легенда» — одно из основных произведений американского поэта Генри Лонгфелло.

## Переводы на русский язык
первый полный перевод на русский
Иаков Ворагинский. Золотая легенда. / Пер. с латыни И.В. Кувшинской и И.И. Аникьева. М.: Издательство Францисканцев. Том 1 Архивная копия от 30 июля 2019 на Wayback Machine, 2017 (и след.); Том 2 Архивная копия от 30 июля 2019 на Wayback Machine, 2018 (и след.).
другие переводы на русский
Иаков Ворагинский. Золотая легенда. Святые мужи / Пер. с англ., вступ. ст., примеч. В.Г. Рохмистрова – М.: ООО Группа Компаний «РИПОЛ классик» / «Пальмира», 2019. – 320 с. – (Серия «Ключи от тайн»). (третья часть собрания «Золотая легенда»)
Иаков Ворагинский. Золотая легенда. Собрание христианских преданий / Пер. с англ., вступ. ст., примеч. В.Г. Рохмистрова – М.; СПб.: «Т8 Издательсике Технологии»; «Пальмира», 2022. – 575 с.
Иаков Ворагинский. Золотая легенда. Жития святых / Пер. с англ., вступ. ст., примеч. В.Г. Рохмистрова – М.: RUGRAM, 2022. – 576 с. – (Серия «Библейская история»). (тираж 60 экз.)